# Tripseuxoa figulina
Tripseuxoa figulina là một loài bướm đêm trong họ Noctuidae.